# Oberonia spathipetala
Oberonia spathipetala är en orkidéart som beskrevs av Johannes Jacobus Smith. Oberonia spathipetala ingår i släktet Oberonia och familjen orkidéer. Inga underarter finns listade i Catalogue of Life.